# Hovanäs kalkfuktäng
Hovanäs kalkfuktäng este o arie protejată (arie specială de conservare — SAC, sit de importanță comunitară — SCI) din Suedia întinsă pe o suprafață de 1,4 ha, integral pe uscat.

## Localizare
Centrul sitului Hovanäs kalkfuktäng este situat la coordonatele 58°23′33″N 14°41′54″E / 58.3925°N 14.6983°E.

## Înființare
Situl Hovanäs kalkfuktäng a fost declarat sit de importanță comunitară în iulie 2000 pentru a proteja 2 specii de animale. Situl a fost protejat și ca arie specială de conservare în martie 2011.

## Biodiversitate
Situată în ecoregiunea boreală, aria protejată conține 1 habitat natural: Mlaștini alcaline.
La baza desemnării sitului se află mai multe specii protejate de  nevertebrate (2): Vertigo genesii, Vertigo geyeri.